# Ibirapitanga
Ibirapitanga este un oraș în statul Bahia (BA) din Brazilia cu o populație de 19.813 de locuitori.